# Почесні доктори Харківського університету
Список Почесних докторів Харківського університету.

## Процедура
Звання «Почесний доктор Харківського національного університету імені В. Н. Каразіна» присуджується визначним вітчизняним та зарубіжним науковцям, громадським діячам, діячам культури і мистецтва, що мають заслуги перед Україною та Університетом.
Кандидатури висуваються ректором, Вченою радою університету, вченими радами інститутів, факультетів та інших підрозділів університету. Кандидати на присвоєння звання розглядаються на засіданні Вченої ради університету за поданням нагородної комісії. Нагородна комісія приймає обґрунтовані пропозиції інститутів, факультетів та інших підрозділів університету щодо номінантів, вивчає їх, обговорює кандидатів і шляхом таємного голосування ухвалює рішення про рекомендацію чи нерекомендацію кандидатури до розгляду на засіданні Вченої ради університету.
Рішення про присвоєння почесного звання університету кандидатам, які рекомендовані нагородною комісією, приймає Вчена рада університету таємним голосуванням. Кандидату присвоюється почесне звання, якщо за нього проголосували не менш ніж дві третини присутніх.
Набувачу звання «Почесний доктор Харківського національного університету імені В. Н. Каразіна» вручається диплом почесного доктора, мантія, перепустка до університету, нагрудний знак та статуетка «Per aspera ad astra!», а його ім'я заноситься до «Книги почесних докторів Харківського національного університету імені В. Н. Каразіна», що зберігається в музеї історії університету.

## Список
Станом на 24.01.2025
Список складений в алфавітному порядку з можливістю сортування.
Список складений згідно з даними офіційного вебсайту Вченої ради Харківського національного університету імені В. Н. Каразіна.
| ім'я                                             | дата                                                                 | коротко про особу |
| ------------------------------------------------ | -------------------------------------------------------------------- | --- |
| Ажажа Володимир Михайлович                       |                                                                      | фізик, матеріалознавець, заслужений діяч науки і техніки |
| Андрущенко Віктор Петрович                       |                                                                      | філософ, організатор освіти |
| Бакай Олександр Степанович                       | 2019                                                                 | доктор фізико-математичних наук, професор, академік НАН України |
| Лешек Бальцерович                                |                                                                      | польський економіст, політик, державний і громадський діяч |
| Бар'яхтар Віктор Григорович                      |                                                                      | фізик-теоретик, відкрив магнітоакустичний резонанс |
| Бистрицький Євген Костянтинович                  |                                                                      | філософ, засновник Українського філософського фонду |
| Бойко Валерій Володимирович                      |                                                                      | директор Державної установи «Інститут загальної та невідкладної хірургії Академії медичних наук України», завідувач кафедри госпітальної хірургії Харківського національного медичного університету, доктор медичних наук, професор, заслужений діяч науки і техніки України, лауреат Державної премії України в галузі науки і техніки |
| Бернд Бонвеч                                     |                                                                      | німецький історик, автор збірника «Східна Європа» |
| Едвард Бовелл                                    |                                                                      | американський астроном, провідний спеціаліст Ловеллівської обсерваторії |
| Булавін Леонід Анатолійович                      | 2021                                                                 | доктор фізико-математичних наук, професор, академік Національної академії наук України, заслужений діяч науки і техніки України, лауреат Державної премії України в галузі науки і техніки, завідувач кафедри молекулярної фізики фізичного факультету Київського національного університету імені Тараса Шевченка                      |
| Вакарчук Святослав Іванович                      | 2023                                                                 | музикант, лідер гурту «Океан Ельзи», громадський діяч |
| Іммануїл Валлерстайн                             |                                                                      | американський соціолог, історик, лауреат премії імені Пітирима Сорокіна |
| Деніел Карлтон Гайдушек                          |                                                                      | американський вірусолог, епідеміолог, антрополог, етнограф, лауреат Нобелевської премії |
| Геєць Валерій Михайлович                         |                                                                      | економіст, заслужений діяч науки і техніки України |
| Гнатченко Сергій Леонідович                      |                                                                      | фізик, академік НАН України |
| Голік Валентин Іванович                          | 2019                                                                 | Генерал-майор Служби безпеки України, член Наглядової ради Каразінського університету |
| Головаха Євген Іванович                          |                                                                      | український психолог, соціолог та громадський діяч |
| Гольцев Анатолій Миколайович                     |                                                                      | кріобіолог, професор, дійний член НАН України, директор Інституту проблем кріобіології і кріомедицини НАН України |
| Горден Вайдін                                    | 2019                                                                 | старший науковий співробітник Інституту космічних наук (США) |
| Ян Едвард Гранат                                 |                                                                      | Генеральний консул Республіки Польща у Харкові (2010—2013), громадський діяч |
| Грушевський Михайло Сергійович                   |                                                                      | історик, політичний і державний діяч |
| Гушикем Йошитака                                 |                                                                      | японський хімік, засновник низки наукових напрямів |
| Давіде Ла Чечіліа                                | 2019                                                                 | італійський дипломат, Надзвичайний і Повноважний Посол Італії в Україні (2016 — 2021) |
| Датченко Анатолій Анатолійович                   |                                                                      | лікар акушер-гінеколог вищої категорії |
| Драч Іван Федорович                              |                                                                      | поет, громадський діяч, драматург |
| Дьомін Олег Олексійович                          |                                                                      | політик, економіст, державний діяч |
| Епштейн Аркадій Ісакович                         |                                                                      | історик, з 2001 по 2005 рік — професор кафедри історіографії, джерелознавства та археології Каразінського університету, Почесний член Всеукраїнської спілки краєзнавців |
| Євтух Володимир Борисович                        |                                                                      | історик, соціолог, державний і громадський діяч |
| Єременко Віктор Валентинович                     |                                                                      | почесний працівник космічної галузі України |
| Жадан Сергій Вікторович                          | 2022                                                                 | український письменник, перекладач, громадський діяч |
| Загородній Анатолій Глібович                     |                                                                      | учений у галузі статистичної фізики і теорії плазми |
| Зінченко Володимир Петрович                      |                                                                      | психолог, засновник спеціальності «ергономіка» |
| Массімо Капаччіолі                               |                                                                      | італійський астрофізик, професор |
| Ковтун Віктор Іванович                           |                                                                      | Народний художник України, голова правління Харківської організації Національної спілки художників України |
| Зенон Когут                                      |                                                                      | історик, українознавець, дослідник історії України |
| Герхард Коллер                                   |                                                                      | лінгвіст, інформатик в галузі комп'ютерної графематики |
| Косевич Арнольд Маркович                         |                                                                      | фізик-теоретик, створив школу фізиків-теоретиків |
| Кремень Василь Григорович                        |                                                                      | педагог, державний і громадський діяч |
| Кучма Леонід Данилович                           |                                                                      | державний діяч, академік Інженерної академії України |
| Кушнарьов Євген Петрович                         |                                                                      | фундатор становлення і розвитку місцевого самоврядування в Україні |
| Литвиненко Леонід Миколайович                    |                                                                      | фізик, фундатор наукової школи |
| Локтєв Вадим Михайлович                          |                                                                      | доктор фізико-математичних наук, професор, академік НАН України, академік-секретар Відділення фізики і астрономії НАН України |
| Марченко Володимир Олександрович                 |                                                                      | математик, академік АН України |
| Михальченко Микола Іванович                      |                                                                      | політолог, філософ, соціолог |
| Альфредо Москардіні                              |                                                                      | британський фахівець з економічної кібернетики |
| Наумовець Антон Григорович                       |                                                                      | фізик, учений у галузі фізичної електроніки і фізики поверхні, професор, доктор фізико-математичних наук, академік НАН України, віце-президент Національної академії наук України |
| Нгуєн Хоа Шон                                    |                                                                      | фахівець у галузі математичної теорії керування |
| Неклюдов Іван Матвійович                         |                                                                      | фізик, матеріалознавець, володар 50-ти свідоцтв і патентів |
| Митрополит Харківський та Богодухівський Никодим |                                                                      | церковний діяч |
| Жан-Марі Нотердам                                |                                                                      | фізик, фахівець у галузі ядерної фізики |
| Остріков Костянтин Миколайович                   | 2020                                                                 | доктор фізико-математичних наук, професор, академік Європейської академії наук, дійсний член Інституту фізики Великої Британії |
| Пал Тамаш                                        |                                                                      | спеціаліст у галузі соціальних трансформацій посткомуністичних країн |
| Пастур Леонід Андрійович                         |                                                                      | математик і фізик-теоретик |
| Патон Борис Євгенович                            |                                                                      | фізик-матеріалознавець, автор фундаментальних досліджень |
| Пелетмінський Сергій Володимирович               |                                                                      | створив наукову школу зі статистичної фізики |
| Пилипчук Михайло Дмитрович                       |                                                                      | громадський та державний діяч |
| Погорєлов Олексій Васильович                     |                                                                      | математик, академік АН України |
| Попович Мирослав Володимирович                   |                                                                      | філософ, лауреат премій, медалей та відзнак |
| Преждо Олег Вікторович                           |                                                                      | хімік, професор Рочестерського університету |
| Крістіан Райхардт                                |                                                                      | хімік, автор понад 160 статей у німецьких і світових журналах |
| Ахім Ріштер                                      |                                                                      | фізик, лауреат премії Макса Планка |
| Руденко Леонід Григорович                        | 2020                                                                 | доктор географічних наук, професор, академік НАН України, заслужений діяч науки і техніки України, лауреат Державної премії України в галузі науки і техніки та премії ім. В. І. Вернадського НАН України |
| Саленков Володимир Юрійович                      | 2019                                                                 | голова Харківського міського товариства болгарської культури імені М. Дринова, голова Опікунської ради Центру болгаристики та балканських досліджень імені М. Дринова |
| Семиноженко Володимир Петрович                   |                                                                      | фізик-матеріалознавець, державний і політичний діяч |
| Сміт Вернон Ломакс                               |                                                                      | Нобелівський лауреат у галузі економіки |
| Смолій Валерій Андрійович                        |                                                                      | історик, член Президії НАН України |
| 2023                                             | американський історик та письменник, професор Єльського університету | |
| Степанов Костянтин Миколайович                   |                                                                      | фізик-теоретик, лауреат відзнаки НАН України |
| Сторіжко Володимир Юхимович                      | 2019                                                                 | доктор фізико-математичних наук, професор, академік НАН України, фахівець у галузі експериментальної ядерної фізики низьких i середніх енергій |
| Терещенко Олексій Іванович                       |                                                                      | фізик, автор трьох патентів |
| Толок Володимир Тарасович                        |                                                                      | вчений у галузі фізики плазми |
| Толочко Петро Петрович                           |                                                                      | історик, археолог, громадський і політичний діяч |
| Толубко Володимир Борисович                      | 2020                                                                 | доктор технiчних наук, професор, генерал-полковник |
| Третяк-Шилдс Ніна Михайлівна                     |                                                                      | філолог, автор підручників та статей |
| Тронько Петро Тимофійович                        |                                                                      | історик, краєзнавець, державний та громадський діяч |
| Манфред Тумм                                     | 2022                                                                 | доктор філософії, професор, почесний директор Інституту імпульсної потужності та мікрохвильової технології в Технологічному інституті Карлсруе, Німеччина |
| Данило Тюрк                                      |                                                                      | юрист, дипломат, державний діяч |
| Ушаков Дмитро Андрійович                         |                                                                      | історик, філолог, Герой Радянського Союзу |
| Олександр Фегер                                  |                                                                      | фізик, член багатьох наукових організацій |
| Хвисюк Микола Іванович                           | 2018                                                                 | ортопед-травматолог і вертебролог |
| Хруслов Євген Якович                             |                                                                      | математик, фахівець у галузі математичної фізики |
| Целуйко Віра Йосипівна                           |                                                                      | кардіолог, заслужений діяч науки і техніки |
| Шевельов Юрій Володимирович                      |                                                                      | мовознавець, літературний і театральний критик |
| Шифрін Яків Соломонович                          |                                                                      | радіофізик, засновник статичної теорії антен |
| Шульга Микола Федорович                          |                                                                      | фізик, академік НАН України |
| Юхновський Іван Миколайович                      |                                                                      | фізико-хімік, відзначений багатьма нагородами |
| Ядов Володимир Олександрович                     |                                                                      | філософ і соціолог, фахівець із соціальних змін |
| Яковенко Володимир Мефодійович                   |                                                                      | радіофізик, академік НАН України |
| Янко Юрій Володимирович                          | 2019                                                                 | український диригент, директор Харківської обласної філармонії, заслужений діяч мистецтв України |
| Янсон Ігор Кіндратович                           |                                                                      | радіофізик, створив метод кварцового резонатора |
| Яцків Ярослав Степанович                         |                                                                      | астроном і геодезист, академік НАН України |
| Ярославський Олександр Владиленович              | 2018                                                                 | громадський діяч, почесний громадянин Харківської області, член Наглядової ради Харківського національного університету імені В. Н. Каразіна |